# Sochinsogonia sarawakensis
Sochinsogonia sarawakensis är en insektsart som först beskrevs av William Lucas Distant 1908.  Sochinsogonia sarawakensis ingår i släktet Sochinsogonia och familjen dvärgstritar. Inga underarter finns listade i Catalogue of Life.